# 绍维雷勒沙泰勒
绍维雷勒沙泰勒（法語：Chauvirey-le-Châtel，法語發音：[ʃoviʁɛ lə ʃatɛl]）是法国上索恩省的一个市镇，属于沃苏勒区。

## 地理
绍维雷勒沙泰勒（47°47'28"N, 5°45'17"E）面积11.76 平方千米，位于法国勃艮第-弗朗什-孔泰大區上索恩省，该省份为法国东部内陆省份，北起顺时针与孚日省、贝尔福地区省、杜省、汝拉省、科多尔省和上马恩省接壤。
与绍维雷勒沙泰勒接壤的市镇（或旧市镇、城区）包括：芒斯河畔维特雷、桑特雷、蒙蒂尼莱谢尔略、乌日、拉卡尔特、拉罗谢尔。
绍维雷勒沙泰勒的时区为UTC+01:00、UTC+02:00（夏令时）。

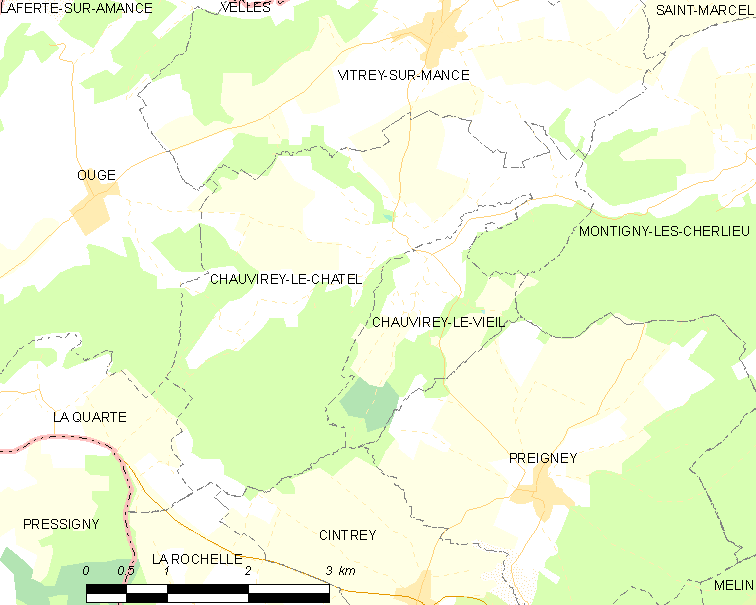
绍维雷勒沙泰勒的OSM定位图

## 行政
绍维雷勒沙泰勒的邮政编码为70500，INSEE市镇编码为70143。

## 政治
绍维雷勒沙泰勒所属的省级选区为瑞塞县。

## 人口

1962-2008年间绍维雷勒沙泰勒人口变化图示

绍维雷勒沙泰勒于2022年1月1日时的人口数量为114人。